# Катран Тебризи
Катран Тебризи (перс. قطران تبريزى‎, ум. после 1072) — персидский поэт. Писал на западноперсидском диалекте.

## Биография
Катран Тебризи родился в 1012 году в селе Шадиабад недалеко от Тебриза. Полное имя поэта (согл. Ауфи): Хаким Шараф аз-Заман Катран аль-Адуди ат-Табризи. С. Хедаят приводит немного иной вариант: Хаким Катран Абу Мансур аль-Джабали аль-Адуди. Согласно Доулатшаху, отца Катрана звали Мансур, но это не подтверждается более ранними источниками. Нисбы (Тирмизи, Джабали, Джили, Урмави, Аджали и др.), которые приписываются ему различными источниками, могут быть ложными.
Начальное образование Катран получил в Шадиабаде, затем учился в Тебризе. Катран Тебризи после завершения образования прибыл в Арран в город Гянджу. Вскоре был приглашен в дворец курдской династии Шеддадидов. Во главе государства в то время стоял Абу аль-Хасан Лашкари и поэт многие свои произведения посвящал ему. В 1042 году стал свидетелем разрушительного землетрясения в Тебризе. В 1046 году в Тебризе поэт встретился с великим персидским поэтом и философом Насиром Хосровом. В своём знаменитом произведении «Сафар-наме» Насир Хосров также рассказывает о своей встрече с поэтом по имени Катран. Катран прожил какое-то время в Нахичеване и служил во дворцах местных правителей после чего снова вернулся в Тебриз. Ещё при жизни во многих странах Востока он был признан как талантливый поэт, мудрый философ и учёный. Умер в Тебризе и был похоронен на знаменитом Мавзолее поэтов.

## Творчество
Творчество Тебризи охватывает середину XI века. Писал с юных лет, является автором произведений «Ковс-наме», «Гуш-наме», «Вамик и Азра» и большого «Дивана» состоящего главным образом из касыд. Поэтическая форма касыда занимала в его творчестве значительное место. Творчество Тебризи высоко оценивал среднеазиатский поэт XII века Рашидаддин Ветват. В его сочинениях сохранились некоторые данные об исторических событиях региона того периода. Так, например в одном из стихов Катран Тебризи сообщает о визите в Гянджу правителя эмирата Раввадидов Абу Мансура Вахсудани, в других произведениях рассказывает о набегах огузов.
Внёс вклад в персидскую лексикографию. Небольшой толковый словарь, который ныне не сохранился, был составлен, по-видимому, между 1046 и 1064 годами. По некоторым данным содержал примерно 300 слов. Об этом словаре сообщает Насир Хосров.
Катран Тебризи оставил глубокий след в поэзии и истории лексикографии Ирана.